# Mathilde Gremaud
Mathilde Gremaud (Friburgo, 8 febbraio 2000) è una sciatrice freestyle svizzera, specialista del big air e dello slopestyle, ha vinto tre medaglie olimpiche, tra cui l'oro a Pechino 2022, due iridate e nove agli X Games.

## Biografia
Gremaud ha ottenuto la sua prima vittoria in Coppa del Mondo l'11 febbraio 2017, nel big air in Québec. Alla sua prima partecipazione olimpica a Pyeongchang 2018 ha vinto l'argento nello slopestyle, preceduta solamente dalla svizzera Sarah Höfflin. Ai Mondiali di Aspen 2021 ha vinto la sua prima medaglia iridata, argento nello slopestyle. Ai Giochi Olimpici di Pechino 2022 si è imposta nello slopestyle, laureandosi campionessa olimpica, ed ha ottenuto il bronzo nel big air. Ai Mondiali di Bakuriani 2023 e di Engadina 2025 ha vinto l'oro nello slopestyle. Si è aggiudicata la Coppa del Mondo generale di freestyle nel 2024, aggiungendovi anche le Coppe di specialità di slopestyle e big air.

## Palmarès

### Olimpiadi
- 3 medaglie:
  - 1 oro (slopestyle a Pechino 2022)
  - 1 argento (slopestyle a Pyeongchang 2018)
  - 1 bronzo (big air a Pechino 2022)

### Mondiali
- 3 medaglie:
  - 2 ori (slopestyle a Bakuriani 2023; slopestyle a Engadina 2025)
  - 1 argento (slopestyle ad Aspen 2021)

### Winter X Games
- 9 medaglie:
  - 3 ori (big air a Hafjell 2017; big air ad Aspen 2019; big air ad Aspen 2021)
  - 5 argenti (big air ad Aspen 2020; slopestyle a Hafjell 2020; slopestyle ad Aspen 2022; slopestyle ad Aspen 2023; slopestyle ad Aspen 2024)
  - 1 bronzo (big air a Fornebu 2019)

### Coppa del Mondo
- Vincitrice della Coppa del Mondo generale di freestyle nel 2024
- Vincitrice della Coppa del Mondo di slopestyle nel 2024
- Vincitrice della Coppa del Mondo di big air nel 2024
- 27 podi:
  - 14 vittorie
  - 8 secondi posti
  - 5 terzi posti

#### Coppa del Mondo - vittorie
| Data             | Luogo            | Paese       | Disciplina |
| ---------------- | ---------------- | ----------- | ---------- |
| 11 febbraio 2017 | Québec           | Canada      | BA         |
| 4 novembre 2018  | Modena           | Italia      | BA         |
| 10 marzo 2019    | Mammoth Mountain | Stati Uniti | SBS        |
| 16 marzo 2019    | Québec           | Canada      | BA         |
| 3 novembre 2019  | Modena           | Italia      | BA         |
| 21 dicembre 2019 | Atlanta          | Stati Uniti | BA         |
| 18 marzo 2023    | Tignes           | Francia     | SBS        |
| 19 ottobre 2023  | Coira            | Svizzera    | BA         |
| 24 novembre 2023 | Stubaital        | Austria     | SBS        |
| 2 dicembre 2023  | Pechino          | Cina        | BA         |
| 21 gennaio 2024  | Laax             | Svizzera    | SBS        |
| 3 febbraio 2024  | Mammoth Mountain | Stati Uniti | SBS        |
| 15 marzo 2024    | Tignes           | Francia     | BA         |
| 18 ottobre 2024  | Coira            | Svizzera    | BA         |

Legenda:

SBS = Slopestyle

BA = Big air